# راندي فاين
راندي فاين (من مواليد 20 أبريل 1974) هو سياسي جمهوري يهودي أمريكي وناشط صهيوني، يشغل منصب الممثل الأمريكي لمنطقة الكونجرس السادسة في فلوريدا منذ أبريل 2025. وكان عضو مجلس شيوخ فلوريدا عن الدائرة التاسعة عشرة منذ عام 2024 إلى عام 2025. خدم سابقًا في مجلس نواب فلوريدا من 2016 إلى 2024. سبق له شغل منصب مدير تنفيذي لكازينو.

## نشأته والمسيرة المهنية
ولد فاين في عائلة يهودية في توسون، أريزونا. نشأ في ليكسينجتون، كنتاكي، وتخرج من مدرسة هنري كلاي الثانوية عام 1992. أمضى عامه الحادي عشر في المدرسة الثانوية كمراسل في مجلس النواب الأمريكي. خلال صيفي عامي 1991 و1992، كان مساعدًا لروبرت دورنان. حصل على درجة البكالوريوس في الآداب في الحكومة وماجستير إدارة الأعمال من جامعة هارفارد.
قبل دخوله عالم السياسة عمل فاين مديرًا تنفيذيًّا لشركات المقامرة بالكازينو لمدة عشر سنوات، أدار شركة استشارية مقرها نيفادا لصناعة الكازينو، والرئيس التنفيذي لكازينو Greektown في ديترويت. في عام 2015 بدء استكشاف محاولة الترشح لمجلس الشيوخ الأمريكي.

## الآراء السياسية

### إسرائيل وفلسطين
في عام 2018، طالب فاين الأماكن في ميامي وتامبا بإلغاء الحفلات الموسيقية المقررة مع المغنية نيوزيلندية لورد لأنها ألغت حفلة موسيقية في إسرائيل سابقًا بعد أن حثها على ذلك نشطاء من حركة المقاطعة وسحب الاستثمارات وفرض العقوبات. ووفقًا لفاين، فإن السماح للورد بالعزف من شأنه أن ينتهك قانون مكافحة المقاطعة وسحب الاستثمارات وفرض العقوبات الذي أقرته الولاية في عام 2016. استمرت الحفلات الموسيقية كما هو مقرر.
في مايو 2021، وفي خضم الاشتباكات الإسرائيلية الفلسطينية 2021، نشر فاين عدة منشورات وتعليقات مهينة على صفحتيه على فيسبوك وتويتر فيما يتعلق بالفلسطينيين، بما في ذلك الاحتفال بقصف الجيش الإسرائيلي لقطاع غزة.
على خلفية الحرب الفلسطينية الإسرائيلية ومع إعلان مقتل المواطنة التركية الأمريكية عائشة نور إزجي على يد القوات الإسرائيلية في سبتمبر 2024 في الضفة الغربية المحتلة، غرد فاين "ارمِ الحجارة، واحصل على رصاصة. #مسلم إرهابي أقل. #أطلق النار"، مما أثار دعوات من مجلس العلاقات الأمريكية الإسلامية للسلطة التشريعية لإدانة فاين.
في ديسمبر 2024، قدّم فاين مشروع قانون في مجلس شيوخ فلوريدا يحظر رفع "الأعلام ذات التوجهات السياسية" في المباني الحكومية في فلوريدا. واستهدف علم فلسطين، وأعلام فخر مجتمع الميم، وأعلام حركة "حياة السود مهمة"، مع أن مشروع القانون نفسه لا يحدد هذه الأعلام. وفي بيان صحفي، وصف فلسطين بأنها "دولة وهمية"، ووصف حركة "حياة السود مهمة" بأنها "مؤيدة للعنف"، وروّج مرارًا لنظرية مؤامرة استغلال مجتمع الميم ، وكتب: "لا يحق لمؤيدي الإرهاب الإسلامي، ومشوّهي الأطفال، والمستدرجين جنسيًا، الحصول على تمويل من دافعي الضرائب لرسائلهم البغيضة".
في أبريل 2025، استنكر رئيس المجلس الوطني الفلسطيني روحي فتوح تصريحات راندي فاين ووصفها بـ «دليل على حجم الانحطاط والتطرف والعنصرية واحتقار الشعوب والعطش للقتل والدماء».
في أعقاب مقتل موظفي السفارة الإسرائيلية في واشنطن العاصمة عام 2025، والذي هتف فيه مطلق النار المزعوم "فلسطين حرة"، دعا فاين إلى استخدام الأسلحة النووية في غزة خلال مقابلة مع فوكس نيوز. وقال فاين: "القضية الفلسطينية قضية شريرة... لقد قصفنا اليابان مرتين [في الحرب العالمية الثانية] للحصول على استسلام غير مشروط. يجب أن يكون الأمر نفسه هنا".
في يوليو/تموز 2025، وسط تزايد التحذيرات من المجاعة في غزة، غرّد فاين داعيًا إلى "الموت جوعًا" حتى عودة الرهائن الإسرائيليين، ورفض التقارير عن تجويع الفلسطينيين ووصفها بـ"دعاية إرهابية إسلامية". أدانت اللجنة اليهودية الأمريكية منشوره لاستخفافه بالأزمة الإنسانية. ثم كرّر لاحقًا ادعاءاته بأن الوضع مجرد خدعة، وجادل بأن القوانين التي تسمح بدهس المتظاهرين المؤيدين للفلسطينيين الذين يقطعون الطرق هي السبب. بعد فترة من تغريداته، حُذف اسم فاين من قاعدة بيانات السياسيين المؤيدين لإسرائيل التي تديرها لجنة الشؤون العامة الأمريكية الإسرائيلية (AIPAC).